# تود برانسون
تود برانسون (بالإنجليزية: Todd Brunson)‏ هو لاعب بوكر أمريكي، ولد في 7 أغسطس 1969 في إل باسو في الولايات المتحدة.

## وصلات خارجية
- تود برانسون على موقع IMDb (الإنجليزية)
- تود برانسون على موقع قاعدة بيانات الفيلم (الإنجليزية)